# Francisco Limardo
Francisco Alberto Limardo Gascón (ur. 27 marca 1987 w Ciudad Bolívar) – wenezuelski szpadzista, brązowy medalista mistrzostw świata.
Podczas mistrzostw świata w Mediolanie w 2023 roku Wenezuelczycy w składzie: Francisco Limardo, Jesús Limardo, Rubén Limardo i Grabiel Lugo zdobyli brązowy medal w zawodach drużynowych. Na tej samej imprezie był ósmy w turnieju indywidualnym. Był też między innymi piąty drużynowo na mistrzostwach świata w Budapeszcie w 2013 roku.
Wystartował na igrzyskach olimpijskich w Pekinie w 2008 roku, gdzie zajął szóste miejsce drużynowo. Brał także udział w igrzyskach olimpijskich w Rio de Janeiro w 2016 roku, zajmując ósme miejsce drużynowo i szesnaste indywidualnie.
Na igrzyskach panamerykańskich w Guadalajarze w 2011 roku zdobył srebro drużynowo. W tej samej konkurencji zdobył złoto na igrzyskach panamerykańskich w Toronto w 2015 roku i brąz na igrzyskach panamerykańskich w Limie w 2019 roku. Następnie zajął trzecie miejsce w zawodach indywidualnych na igrzyskach panamerykańskich w Santiago w 2023 roku.
Jego bracia – Rubén Limardo i Jesús Limardo oraz kuzynki – María Martínez i Dayana Martínez także zostali szermierzami.